# Pokémon Mini
El Pokémon mini és una videoconsola portàtil dissenyada i fabricada per Nintendo, i com el seu nom indica, estava exclusivament dedicada a la franquícia de Pokémon. És la videoconsola més xicoteta mai creada per Nintendo, pesant tan sols 70 grams. Primerament va ser llançada a Nord-amèrica el 16 de novembre de 2001, després al Japó el 14 de desembre de 2001 i finalment a Europa el 15 de març de 2002. La consola no va tenir un gran èxit de vendes, ja que no disposava d'una gran quantitat de jocs, i a més, eren en blanc i negre.